# Štěpánovice (Klatovy)
Štěpánovice jsou vesnice, část města Klatovy ve stejnojmenném okrese v Plzeňském kraji. Nachází se asi 3,5 km na sever od Klatov. Prochází zde silnice I/27. Štěpánovice leží v katastrálním území Štěpánovice u Klatov o rozloze 4,02 km².

## Historie
První písemná zmínka o vesnici pochází z roku 1352, kdy je už stál zdejší zdejší kostel. První známý majitel vsi u něj roku 1367 zřídil kaplanství.

## Obyvatelstvo
| Rok            | 1869 | 1880 | 1890 | 1900 | 1910 | 1921 | 1930 | 1950 | 1961 | 1970 | 1980 | 1991 | 2001 | 2011 | 2021 |
| -------------- | ---- | ---- | ---- | ---- | ---- | ---- | ---- | ---- | ---- | ---- | ---- | ---- | ---- | ---- | ---- |
| Počet obyvatel | 249  | 265  | 258  | 319  | 329  | 333  | 367  | 268  | 265  | 223  | 233  | 225  | 221  | 265  | 330  |
| Počet domů     | 31   | 33   | 34   | 34   | 37   | 39   | 61   | 64   | 59   | 59   | 67   | 79   | 84   | 99   | 123  |

## Obecní správa
Při sčítání lidu v letech 1850–1975 Štěpánovice byly samostatnou obcí v okrese Klatovy. Od 1. července 1975 do 29. dubna 1976 byly částí obce Točník v okrese Klatovy. Od 30. dubna 1976 jsou částí města Klatovy ve stejnojmenném okrese. V letech 1850–1920 k obci patřily Vícenice.

## Pamětihodnosti
- Na západním okraji vesnice se dochovala budova paláce štěpánovické tvrze. Tvrz byla založena ve čtrnáctém století a jako panské sídlo sloužila do počátku šestnáctého století. Později byla využívána k hospodářským účelům a roku 1730 přestavěna na sýpku.[4]
- Kostel svatého Michala je doložen od 14. století, koncem 16. století drobné úpravy a kruchta, 1737 přistavěna věž. Obdélná loď s rovným stropem a užším presbytářem, při západním průčelí věž. Zařízení raně barokní.[9]
- Usedlost čp. 14
- Pod vrcholovou skalkou na vrchu Smrčí se nachází pohřebiště mohylových kultur z doby bronzové. Většina mohyl byla rozkopána, ale patrné jsou jejich hlinité a kamenité násypy.[10]

## Osobnosti
Narodil se tu Karel Holý (1865–1948), zemědělský pedagog a politik, na počátku 20. století poslanec Říšské rady.